# ロケ・マスポリ
ロケ・ガストン・マスポリ・アルベルビデ（Roque Gastón Máspoli Arbelvide, 1917年10月12日 - 2004年2月22日）は、ウルグアイ・モンテビデオ出身の元サッカー選手およびサッカー指導者である。ポジションはゴールキーパー。

## 経歴
ウルグアイ代表のGKとして、1950 FIFAワールドカップに優勝した。
20万人のブラジル人ファンで埋まったリオデジャネイロのエスタジオ・ド・マラカナンでウルグアイが予想外の勝利を収めたことから「マラカナッソ」として知られる1950年ワールドカップの決勝において、マスポリは優勝候補ブラジル相手に1ゴールしか許さず、2-1で勝利した。
マスポリはまたウルグアイのクラブ・CAペニャロールの監督として、国内リーグに5回優勝、コパ・リベルタドーレス、そして1966年のインターコンチネタルカップではレアル・マドリードを合計スコア4-0で破って優勝した。その後はスペイン、ペルー、エクアドルのチームで監督を務めた。
1980年代、マスポリは数年間ウルグアイ代表を指導した。1997年に80歳で再び監督に就任し、それまでにナショナルチームを指導した世界で最年長の監督となった。
2004年2月10日に心臓疾患で入院し、それから12日後に86歳で死去した。

## タイトル

### 選手

#### クラブ
CAペニャロール
- ウルグアイリーグ：1944, 1945, 1949, 1951, 1953, 1954[1]

#### 代表
ウルグアイ代表
- FIFAワールドカップ : 1950

### 監督

#### クラブ
CAペニャロール
- コパ・リベルタドーレス : 1966[1]
- インターコンチネンタルカップ : 1966[1]
- ウルグアイリーグ : 1964, 1965, 1967, 1985, 1986[1]

CAデフェンソール・リマ
- ペルーリーグ : 1973[1]

バルセロナSC
- エクアドルリーグ : 1987[1]

#### 代表
ウルグアイ代表
- ムンディアリート : 1981[1]